# Sosamshin
Sosamshin o Sosamsin (Hangul: 소삼신, literalmente Diosa del Nacimiento de la Vaca) es un Gashin, o deidad hogareña, en mitología coreana. Como su nombre revela, ella es la diosa del nacimiento del ganado, al igual que Samshin es la diosa del nacimiento humano.

## Etimología
En la lengua coreana, So se refiere al ganado. 'Samshin' es la diosa del nacimiento de los humanos. 'Sosamshin' es una unión de estas dos palabras.

## Adoración
Sobre todo, Sosamshin fue adorado como Gungeong. El término Gungeong se refiere a la adoración de una deidad sin un ritual particular, venerándolos solo en la mente.
Sosamshin era adorada adecuadamente solo en los cuatro días anteriores y posteriores al nacimiento de un ganado. Si una vaca estaba embarazada, la familia le daba un banquete a Sosamshin en el establo, pidiéndole a la deidad que ayudara a la vaca en su parto y ofreciéndole agua clara. Cuando una vaca estaba dando a luz, la familia ofrecía arroz al vapor, otros platos y agua sucia a Sosamshin. El sacrificio era luego dado de alimento a la vaca.
Después del parto, se ataban las cuerdas hacia la izquierda, se colgaban papeles en las cuerdas y se estiraban a través de la puerta o el establo. Durante cuatro días después del parto, las personas que habían ingresado a una casa donde alguien había muerto recientemente, habían visto algo muerto o habían dicho algo malo sobre el ganado recién nacido tenían prohibido ingresar a la casa, ya que se creía que si tal persona entraba  en la casa, la madre no cuidaría de su cría. Si el ganado recién nacido actuaba de manera extraña, un chamán realizaba un gut.